# Las Palomas
Las Palomas este o arie protejată (arie specială de conservare — SAC, sit de importanță comunitară — SCI) din Spania întinsă pe o suprafață de 582,7 ha, integral pe uscat.

## Localizare
Centrul sitului Las Palomas este situat la coordonatele 28°24′04″N 16°27′31″W / 28.401°N 16.4587°V.

## Înființare
Situl Las Palomas a fost declarat sit de importanță comunitară în octombrie 1999 pentru a proteja 2 specii de animale. Situl a fost protejat și ca arie specială de conservare în ianuarie 2010.

## Biodiversitate
Situată în ecoregiunea , aria protejată conține 4 habitate naturale: Păduri macaroneziene de dafin (Laurus, Ocotea), Pajiști macaroneziene cu vegetație endemică, Pante stâncoase silicioase cu vegetație casmofită, Păduri de pin endemic canariene.
La baza desemnării sitului se află mai multe specii protejate de  mamifere (2): liliac cârn (Barbastella barbastellus), Plecotus teneriffae.